# 伊集院忠棟
伊集院忠棟（？—1599年4月4日），日本戰國時代、安土桃山時代武將。他是島津氏家臣，伊集院氏當主。又稱源太、掃部助、右衛門大夫、忠金、幸侃。
伊集院忠棟是伊集院忠倉之子，早年出仕島津義久，任處理政務的筆頭家老。而作為武將，他曾參與島津氏對肥後國、筑前國等地的出兵，戰功赫赫。此外他擅長歌道，與細川藤孝私交甚好。在豐臣秀吉的九州征伐以前主張與豐臣家進行和睦交涉。
1587年，豐臣秀吉率領大軍向九州島進發，島津義久和島津義弘都主戰，忠棟卻認為島津軍處於完全的劣勢，主張向秀吉求和。同年4月17日，義久、義弘親率二萬人的精銳部隊，突襲豐臣秀長的陣地。左軍北鄉時久奉命發起進攻，但右軍的伊集院忠棟卻以未聽見進攻的號角為由按兵不動。結果北鄉軍大敗，傷亡極為慘重，島津氏被迫撤退。這就是歷史上的根白坂之戰。
在島津氏戰敗之後，伊集院忠棟自願剃髮，前去向豐臣秀吉投降，並留在豐臣軍中做人質。豐臣秀吉也同意繼續保留島津氏。
豐臣秀吉非常讚賞伊集院忠棟的能力，在九州征伐之後，給予肝屬一個郡作為其領地。以後作為島津家的宿老，多次參加同豐臣家的談判。1595年，在島津氏領內進行檢地，代領了北鄉氏在日向諸縣郡莊內的八萬石所領。其檢地的一系列行為受到了島津家家臣等人的不滿。他還強迫肝付兼盛認定自己的兒子兼三為嗣子。由於其權力日漸膨脹，島津氏兄弟也將其視為重大威脅。
1599年4月4日（慶長4年3月9日），忠棟在伏見城的島津家邸中被島津忠恒斬殺。嫡子伊集院忠真據守領地日向國都之城叛亂，史稱庄內之亂。後忠真被誘殺滅族。
伊集院忠棟，被薩摩藩的《本藩人物誌》認定為「國賊」。不過新井白石在《藩翰譜》中則認為他在九州征伐中挽救了島津氏的滅亡，是忠義之士。

## 家族
- 祖父：伊集院忠朗

- 父：伊集院忠倉

- 弟：伊集院春成

- 妻：島津久定之女
- 子：
  - 伊集院忠真（娶島津義弘次女御下）
  - 伊集院小傳次
  - 肝付兼三（肝付兼盛養子）